# Playa Las Torpederas

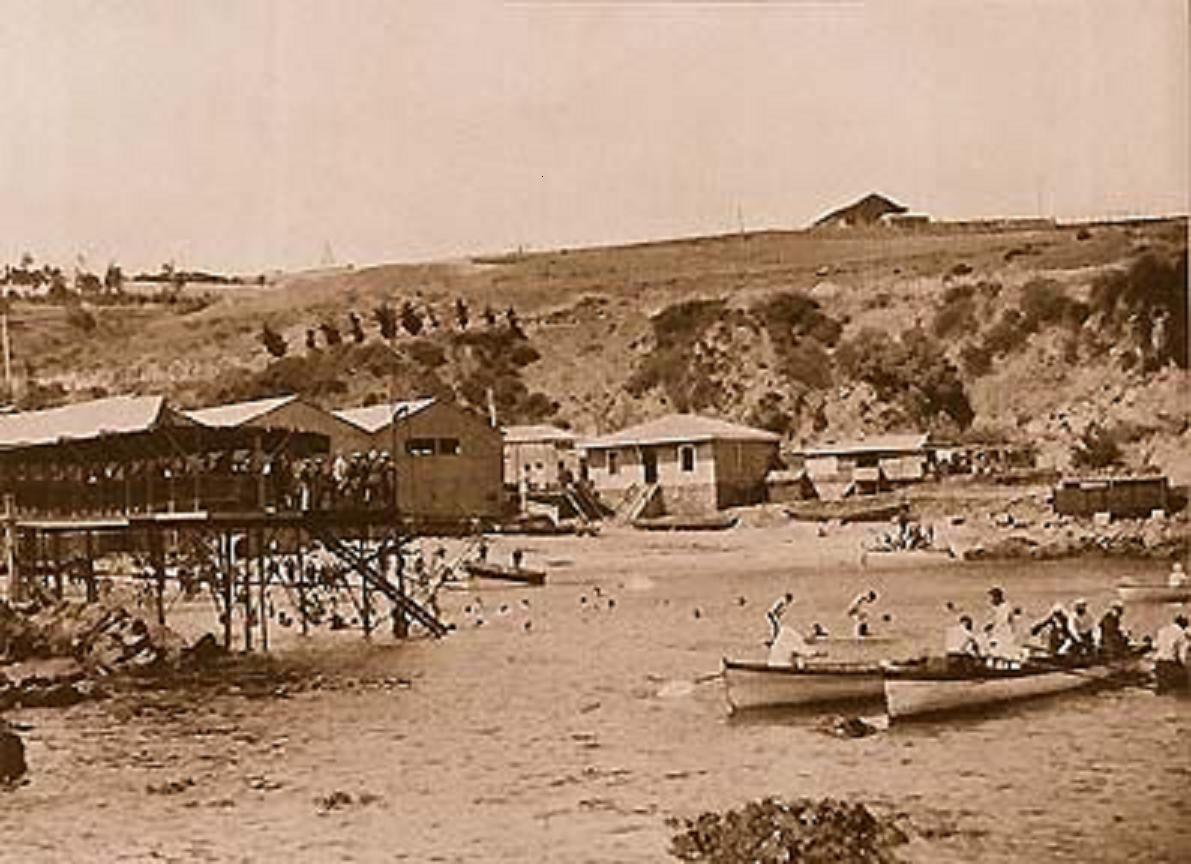
Playa Las Torpederas en 1900.

Playa Las Torpederas es un balneario de Valparaíso, Chile, situado en la base del cerro Playa Ancha y ubicado en el remate de la Avenida Altamirano.

## Historia
Este ribete arenisco y la hondonada que desembocaba en el mar eran conocidos como de los Pescadores; denominación indudable por la actividad que se realizaba en el lugar, según los planos existentes ya en 1854 y en 1876.Recibe su nombre de las lanchas torpederas que se alojaron allí en el año 1887, de las cuales dos solían estar fondeadas en la bahía de Valparaíso en servicio activo hasta 1895.

### Submarino Flach
El submarino fue construido en esta caleta. Desde allí la nave fue remolcada y anclada frente al actual Muelle Prat; en esa zona realizó tres pruebas de sumergimiento, la última de las cuales no pudo ascender, quedando el pecio inubicable hasta el día de hoy.

### Torpederas
En 1885, se construyó un galpón para cobijar las sencillas lanchas torpederas de la Armada de Chile, que habían sido utilizadas en la Guerra del Pacífico, en 1879, durante el bloqueo del Callao. Estas construcciones se emplearon hasta 1895.

### Benjamín Subercaseaux
En su libro "Chile o una loca geografía" del año 1941, el escritor Benjamín Subercaseaux, evoca, de esta manera unas vacaciones infantiles: 

"Doblábamos la puntilla con los ojos muy abiertos, esperando ver aquellos famosos "destroyers", pero ninguna torpedera aparecía en la playa tranquila, apretada de bañistas como el Ganges en día de peregrinación".

### Conurbación con Valparaíso
A partir de 1897 se inauguró un recorrido de tranvías que transitaba desde el centro de Valparaíso hasta las Torpederas, En el año 1905 se realizaron las primeras instalaciones sólidas, en un extremo del balneario, para baños de mar.
Ya en 1919, se contó, con un pequeño hotel,  un casino y una sala de baile, donde se efectuaban fiestas con música en vivo, durante casi todo el verano. 

### Base Aviación Naval
Entre los años 1921 y 1927 la Armada instaló allí una base para su Aviación Naval, en el antiguo galpón de torpederas, hasta el traslado total de estos efectivos a Quintero. Los enlaces de Las Torpederas con el centro de la ciudad mejoraron ostensiblemente con la inauguración del pavimento de la Avenida Altamirano, en 1930.

## Faro Punta Ángeles
Es el primer faro construido en Chile a instancias del honorable Cabildo de Valparaíso, surgido de la imperiosa necesidad de indicar a los navegantes la entrada a puerto. Dicho faro se inauguró el 18 de septiembre de 1837, en el lugar llamado Punta Ángeles, donde actualmente se sitúa la Escuela Naval “Arturo Prat”.
Bajo la presidencia del Sr. José Joaquín Prieto, se dictó el Decreto Supremo N.º 109 de fecha 9 de noviembre de 1837, que autorizó la construcción de un faro en las inmediaciones del puerto, que reemplazara al instalado en Punta Ángeles, con fondos propios del Cabildo de Valparaíso.
Documentos de la época lo describen como sigue: 

“La torre es de madera, pintada de blanco, su figura es una pirámide cuadrangular; su base es un cuadrado de 23 pies, la altura de 60 pies castellanos hasta el pie del farol, la camisa tiene 11 pies en cada frente; el fanal es de 12 pies de alto y 6 de diámetro, de forma cilíndrica y techo de fierro; la luz de color natural y es bastante clara para distinguirse a distancia de 10 leguas en tiempo claro”.

Este faro cuenta con una sala de exhibición histórica de faros llamado “George Slight” en honor al ingeniero y constructor de faros escocés. Actualmente, el faro Punta Ángeles y la sala de exhibición  “George Slight” son visitados por más de 2000 personas al año. El faro fue modificado en los años 1857 y 1935, y en el año 1987 se instala su actual sistema de iluminación a gas xenón con una potencia de 2.000w 9.600.000 candelas y un alcance de 32 millas náuticas, siendo de esta manera uno de los de mayor potencia en existencia. Tiene una torre de fierro de 18 m de altura y se encuentra a 60 m sobre el nivel del mar.

## Actualidad

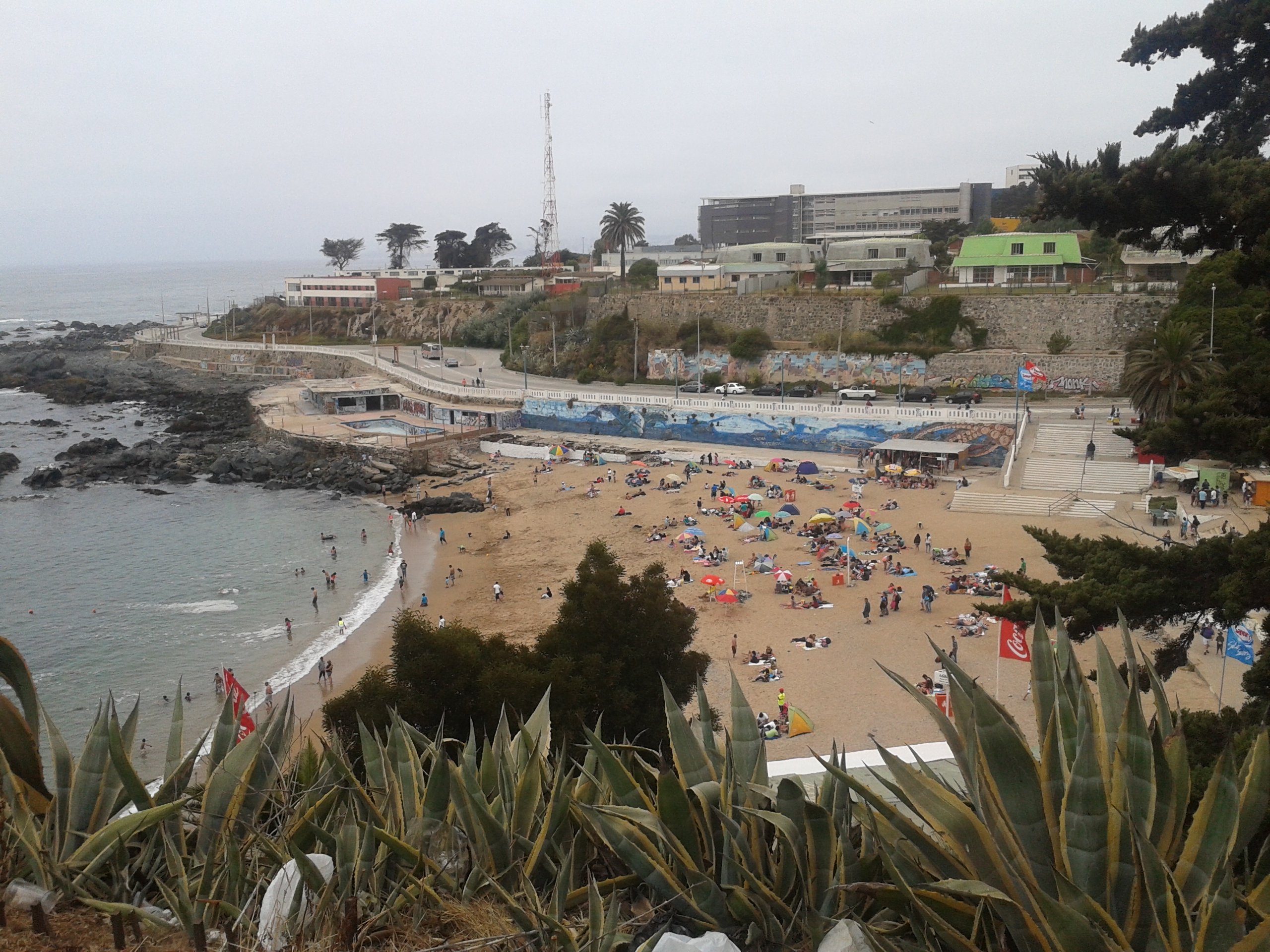
Panorámica de la playa en 2014.

En la actualidad, de esas instalaciones sólo queda un balcón convertido en restaurante; el resto ha desaparecido. Sin embargo persiste el ambiente festivo de la época; es en esta playa donde aflora con más desenfado la cultura local.
Desde siempre, ha sido el sitio de recreación predilecto de los vecinos de Playa Ancha, quienes bajan al borde costero para gozar del sol y el mar. Es común ver familias completas reunidas en torno a una mesa improvisada, disfrutando verdaderos festines de comida casera.

## Enlace a Internet
Por esta playa entra un cable submarino de la empresa Level 3 Communications, entregando al país una de las principales conexiones a Internet.